# Science Advances
Science Advances (Наукові успіхи) — науковий журнал Американської асоціації сприяння розвитку науки, заснований 2015 року.

## Загальні відомості
Перша згадка про запланований початок видання Science Advances зроблено в лютому 2014 року, а перший випуск відбувся через рік, у лютому 2015 року.
Журнал став першим виключно інтернет-виданням серед рецензованих, міждисциплінарний журнал відкритого доступу в системі Американської асоціації сприяння розвитку науки. Виходить англійською мовою.
Оскільки журнал почав випускатися 2015 року, розрахунок його імпакт-фактора, на думку видавців, буде отримано не раніше 2017 року.

## Фінансування видання
Початкові інвестиції в створення журналу зробила Американська асоціація сприяння розвитку науки. Його подальше фінансування передбачається здійснювати за рахунок плати за публікацію, яка 2015 року, залежно від низки деталей, становила до 4 тисяч доларів США за статтю. З досвіду попередніх видань, керівництво журналу вважає, що насправді платити за публікації будуть не самі їх автори, а спонсори або зацікавлені організації.
На думку деяких критиків, призначена за публікацію плата є надмірною.